# Spilosmylus sumbanus
Spilosmylus sumbanus is een insect uit de familie watergaasvliegen (Osmylidae), die tot de orde netvleugeligen (Neuroptera) behoort. 
Spilosmylus sumbanus is voor het eerst wetenschappelijk beschreven door Krüger in 1914. De soort komt voor in Indonesië.